# كرمسين
كرمسين مدينة صغيرة تقع بولاية الترارزة في أقصى الجنوب الغربي لموريتانيا بالقرب من نهر السنغال وهي عاصمة لمقاطعة تحمل نفس الاسم. تقع على بعد 183 كلم عن العاصمة نواكشوط و حوالي 60 كلم إلى الغرب من عاصمة الولاية روصو.

## التقسيمات الإدارية
وتضم مقاطعة كرمسين ثلاث بلديات هي: 
| - كرمسين | - امبلل | - انجاكو |  |

## الاقتصاد والسكان
يقدر عدد سكان مقاطعة كرمسين بحوالي تسع وثلاثين نسمة يعمل معظمهم في الزراعة، والرعي، والصيد، والتجارة

### الزراعة
بأراضيها الشاسعة والخصبة من سهل شمامة تعتبر مقاطعة كرمسين من أهم المقاطعات الزراعية في موريتانيا. وقد قامت الدولة باستصلاح الكثير من الأراضي لزراعة الأرز والخضروات.

### الرعي
إلى جانب الأهمية الزراعية تتوفر المقاطعة على مراعي خصبة حيث تنتشر في أطرافها وأريافها تنمية الحيوانات، خصوصا الإبل والبقر والغنم، وتساهم في سد احتياجات البلاد من الألبان المعلبة.

### الصيد
تحتل مقاطعة كرمسين موقعا استراتيجيا حيث أنها تقع على نهر السنغال لذلك فإن أغلب السكان يعمل في الصيد التقليدي. بالإضافة لذلك فإن شواطئ المقاطعة على المحيط الأطلسي تعتبر ممونا رئيسيا للسوق الوطنية من مادة السمك وخاصة في نواكشوط وروصو

## مشروع آفطوط الساحلي

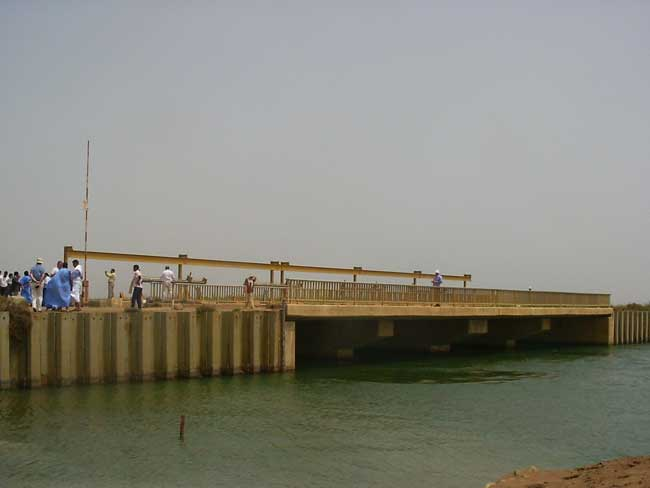
محطة السحب على ضفة نهر السينيغال

تخترق أراضي المقاطعة أنابيب ضخ مشروع آفطوط الساحلي التي تزود العاصمة نواكشوط بالماء الصالح للشرب انطلاقا من نهر السنغال مرورا بمحطة التصفية في قرية ابنينعجي قرب عاصمة المقاطعة.

وقد بدأ الضخ التجريبي للمشروع يوم 30 سبتمبر 2010 بعد اكتمال جميع مراحله وقد تم تدشينه بمناسية خمسينية الاستقلال بعد اكتمال توسعة الشبكة المائية داخل انواكشوط يوم 24 نوفمبر 2010 من طرف رئيس الجمهورية السيد محمد ولد عبد العزيز .

## الحظيرة الوطنيةلجاولينج
تحضن مقاطعة كرمسين الحظيرة الوطنية لجاولينج وهي محمية طبيعية للطيور تستقبل سنويا 230000 نوعا من الطيور تتوزع على 105أنواع من الطيور المائية وتضم أنواعا مهاجرة من أوروبا ومن أفريقيا الاستوائية وكذلك أنواعا مقيمة.

### الموقع
تقع الحظيرة الوطنية لجاولينج في أقصى الجنوب الغربي للجمهورية الإسلامية الموريتانية في مقاطعة كرمسين على الضفة اليمنى لدلتا نهر السنغال.

### تاريخ الإنشاء
تم إنشاء الحظيرة الوطنية لجاولينغ في العام 1991 لمواجهة التأثيرات السلبية على البيئة التي نجمت عن إقامة سد دياما على نهر السنغال وقد تمثلت تلك التغيرات في تدمير كل الأنظمة البيئية مما نجم عنه اختفاء أو انقراض جميع الحيوانات والنباتات التي كانت موجودة في المنطقة.

### استعادة النظام البيئي
من العام 1994 بدأت استعادة الأنظمة البيئية وقد عاد الغطاء النباتي وازدادت أعداد الطيور (في العام 1991 عدد الطيور كان 3 طيور -في العام 2010 بلغ 237000 طير) هذا بالإضافة إلى نمو نباتات جديدة من الأكاسيا وغابات المنغروف وكذلك الأسماك بشقيها أسماك المياه العذبة وأسماك المياه المالحة. وتزايد عدد الخنازير البرية حيث بلغت 5000 خنزير والتماسيح تقدر اعدادها ب 120 تمساح بالإضافة إلى الزواحف الأخرى كالثعابين والسحالي.

### المساحة
تبلغ مساحة الحظيرة المركزية 16000هكتار وتبلغ مساحتها مع الملحقات 50000 هكتار.

## مشاهير المقاطعة

### ساسة
محمد ولد ابيليل.

### مشاهير
محمد فال بن آبني ، عبد الله بن بليلي ، أحمدو ولد ولات ، محمد عبد الله بن محمد آسكر ، احبيب ولد أحمد سالم ، القاضي ولد أحمدو.